# سوزان بلومارت
سوزان بلومارت (بالإنجليزية: Susan Blommaert)‏ هي ممثلة أمريكية، ولدت في 13 أكتوبر 1947 في الولايات المتحدة.

## أعمال

### أفلام
- (1990) إدوارد ذو الأيدي المقصات[4]
- (1994) جاردينج تس[5]
- (2004) كينسي[6][7]
- (2006) يونايتد 93[8]
- (2008) شك
- (2009) قلب جيد
- (2013) المزدوج
- (2013) داخل لوين ديفيس[9][10]
- (2019)  بارابيلوم

## وصلات خارجية
- سوزان بلومارت على موقع IMDb (الإنجليزية)
- سوزان بلومارت على موقع قاعدة بيانات الأفلام العربية
- سوزان بلومارت على موقع ألو سيني (الفرنسية)
- سوزان بلومارت على موقع أول موفي (الإنجليزية)
- سوزان بلومارت على موقع قاعدة بيانات برودواي على الإنترنت (الإنجليزية)
- سوزان بلومارت على موقع قاعدة بيانات الأفلام السويدية (السويدية)
- سوزان بلومارت على موقع قاعدة بيانات الفيلم (الإنجليزية)
- سوزان بلومارت على موقع كينوبويسك (الروسية)